# Øystein Brun
Øystein Garnes Brun (ur. 14 kwietnia 1975) – norweski gitarzysta, wokalista, instrumentalista i autor tekstów, założyciel blackmetalowego zespołu Borknagar.

## Życiorys
Po wydaniu dwóch albumów z deathmetalową grupą Molested, Øystein postanowił założyć zespół o bardziej melodyjnym brzmieniu. Zainpirowany rozwijającą się sceną blackmetalową, zaczął tworzyć pierwsze utwory, które później stały się częścią dyskografii Borknagar.
Øystein zebrał grupę artystów doskonale znanych w środowisku muzyków blackmetalowych, wśród nich znaleźli się: Infernus (gitarzysta Gorgoroth), Erik Brødreskift (perkusista Gorgoroth), Ivar Bjørnson (gitarzysta i założyciel Enslaved) i Kristoffer Rygg (wokalista i założyciel zespołu Ulver, znany również z Head Control System i Arcturus). Ranga muzyków, którzy weszli w skład Borknagar, dała im kontrakt z wytwórnią Malicious Records bez wstępnych przesłuchań. W historii Borknagar Øystein Garnes Brun był jedynym, będącym nieustannie członkiem zespołu. 
W 2004 roku Øystein wraz z Andreasem Hedlundem stworzył zespół Cronian, grający epicki heavy metal. Plan utworzenia zespołu powstał jeszcze przed dołączeniem Hedlunda do Borknagar. Ich debiutancki album zatytułowany Terra został wydany nakładem wytwórni Century Media w 2006 roku. W jego tworzeniu zespół współpracował z Danem Swanö.

## Dyskografia
| Borknagar - Borknagar (1996) - The Olden Domain (1997) - The Archaic Course (1998) - Quintessence (2000) - Empiricism (2001) - Epic (2004) - Origin (2006) - Universal (2010) | Molested - Blod Draum (1995) - Stormvold (EP) (1997) Cronian - Terra (2006) - Enterprise (2008) |